# Rhopalizus scutellatus
Rhopalizus scutellatus là một loài bọ cánh cứng trong họ Cerambycidae.